# Heinrich Ströbel
Heinrich Ströbel (* 7. Juni 1869 in Bad Nauheim; † 1. September 1944 in Zürich) war ein sozialistischer deutscher Publizist und Politiker (SPD, USPD, SAP). 1918/1919 amtierte er neben Paul Hirsch als Ministerpräsident im preußischen Revolutionskabinett.

## Leben
Ströbel stammte aus bürgerlichen Verhältnissen, absolvierte die Realschule und begann im Anschluss eine Kaufmannsausbildung, welche er nach kurzer Zeit abbrach. Danach bildete er sich autodidaktisch in Literaturgeschichte und Ökonomie sowie anderen zeittypischen Fächern weiter. 1889 trat er noch während der Zeit des Sozialistengesetzes der SPD bei und begann für verschiedene Parteizeitungen (unter anderem für Die Neue Zeit und den Vorwärts) zu schreiben. In den folgenden Jahren konzentrierte sich Ströbel darauf, Karriere innerhalb der SPD zu machen und zu einem Parteiführer aufzusteigen, was ihm auch weitestgehend gelang.
Bereits im Jahr 1900 wurde Ströbel auf Initiative Rosa Luxemburgs Redakteur beim Zentralorgan der SPD und war von 1908 bis 1918 Mitglied des Preußischen Abgeordnetenhauses. 1914 war Ströbel zum Chefredakteur des Vorwärts aufgestiegen und nahm von Anfang an eine kritische Position gegenüber der Burgfriedenspolitik der SPD-Führung im Ersten Weltkrieg ein. 1917 wechselte er daher zur USPD, nachdem er schon 1915 an der ersten Ausgabe der Zeitschrift Die Internationale mitgearbeitet hatte. Zuvor hatte er Kontakt zur Deutschen Friedensgesellschaft (DFG) gesucht und sich der pazifistischen Sammlungsbewegung Bund Neues Vaterland angeschlossen. Bereits 1916 verlor Ströbel im Zuge des sogenannten Vorwärts-Raub seine Stellung und rief fortan zum Boykott des Zentralorgans der SPD auf.
Nach dem Ende des Ersten Weltkrieges übernahm Ströbel zusammen mit dem SPD-Mitglied Paul Hirsch den Vorsitz der preußischen Revolutionsregierung. Vom 14. November 1918 bis zum 4. Januar 1919 bekleidete er das Amt des preußischen Ministerpräsidenten.
Vom März 1919 bis November 1920 fungierte Ströbel als politischer Leitartikler der Zeitschrift Die Weltbühne. Nach der Spaltung der USPD kehrte er 1920 zur SPD zurück und gehörte für die Partei von 1924 bis 1932 dem Reichstag an. Hier zählte er zum linken, pazifistischen Flügel. Kurz nachdem er auf dem Leipziger Parteitag 1931 in den Parteivorstand gewählt worden war, trat er der Sozialistischen Arbeiterpartei Deutschlands bei und war kurzzeitig gemeinsam mit Kurt Rosenfeld und Max Seydewitz deren Co-Vorsitzender, kehrte aber schon Anfang 1932 in die SPD zurück. 1927 zählte er zu den Mitbegründern von Der Klassenkampf – Marxistische Blätter. Auch war er Mitarbeiter der pazifistischen Zeitung Das Andere Deutschland. 1933 emigrierte er in die Schweiz, wo er 1944 starb.

## Schriften (Auswahl)
- Seid Menschen. Zeitgedichte, Berlin: Verlag Gustav Ziemsen, 1918.
- Die Bilanz der Revolution. Ein Rückblick und ein Ausblick, Berlin: Verl. Neues Vaterland, 1919 (=Flugschriften des Bundes Neues Vaterland Nr. 17, 1.–3. Tausend).
- Die erste Milliarde der zweiten Billion. Die Gesellschaft der Zukunft, Berlin: Cassirer, 1919.
- Die Kriegsschuld der Rechtssozialisten, Berlin: Verlagsgesellschaft „Freiheit“, 1919.
- Durch zur Wahrheit, Berlin: Verlag Neues Vaterland, 1919 (= Flugschriften des Bundes Neues Vaterland Nr. 11; 4.–22. Tausend).
- Die Deutsche Revolution. Ihr Unglück und ihre Rettung, Berlin: „Der Firn“ Verlag, 1920 (Herausgegeben von „Aufbau und Werden“ Gesellschaft für praktische Volksaufklärung und Steigerung der nationalen Arbeitskraft).
- Die Schuld im Kriege, Charlottenburg: Verl. d. Weltbühne, 1920.
- Die Sozialisierung, ihre Wege und Voraussetzungen, Berlin: „Der Firn“ Verlag, 1921.
- Nicht Gewalt, sondern Organisation. Der Grundirrtum des Bolschewismus, Berlin: „Der Firn“ Verlag, 1921 (Erschienen als II. Sonderheft der sozialistischen Rundschau „Der Firn“).
- Sozialismus und Weltgemeinschaft, Berlin: „Der Firn“ Verlag, 1923.